# Kawamura Junichi
Junichi Kawamura (sinh ngày 24 tháng 6 năm 1980) là một cầu thủ bóng đá người Nhật Bản.

## Sự nghiệp câu lạc bộ
Junichi Kawamura đã từng chơi cho Vissel Kobe.